# إلانا جيمس
إلانا جيمس (بالإنجليزية: Elana James) هي مغنية وعازفة الجاز أمريكية، ولدت في 21 أكتوبر 1970 في كانساس سيتي في الولايات المتحدة.

## وصلات خارجية
- إلانا جيمس على موقع ميوزك برينز (الإنجليزية)
- إلانا جيمس على موقع ديسكوغز (الإنجليزية)